# Gunungwungkal (plaats)
Gunungwungkal is een bestuurslaag in het regentschap Pati van de provincie Midden-Java, Indonesië. Gunungwungkal telt 4137 inwoners (volkstelling 2010).